# Paramount Networks UK & Australia
Paramount Networks UK & Australia (anteriormente ViacomCBS Networks UK & Australia) es una división para Reino Unido, Irlanda, Australia y Nueva Zelanda de Paramount International Networks, filial de Paramount Skydance Corporation.
Paramount International Networks incluye las marcas de entretenimiento multimedia MTV, VH1, Nickelodeon, Comedy Central, Nick Jr. y Channel 5.

## Historia
El 14 de enero de 2020, ViacomCBS lanzó una nota de prensa en la que establecía las divisiones de ViacomCBS Networks International, tras la fusión de CBS y Viacom en 2019, quedando los activos de Reino Unido, Irlanda, Australia y Nueva Zelanda en manos de ViacomCBS Networks UK & Australia, retirándoselos a Viacom International Media Networks Europe, los activos de Reino Unido e Irlanda, y a Viacom International Media Networks Asia, los activos de Australia y Nueva Zelanda, que se fusionarían creando ViacomCBS Networks EMEAA.

## Canales

### Channel 5
- 5Star
- 5USA
- Channel 5
- Paramount Network

### Comedy Central
- Comedy Central New Zealand
- Comedy Central UK & Ireland
- Milkshake!

### MTV
- MTV Reino Unido e Irlanda
- MTV Australia & New Zealand
- MTV Hits
- MTV Music
- MTV Classic

### Nickelodeon
- Nickelodeon Australia & New Zealand
- Nickelodeon UK & Ireland
- Nick Jr. UK & Ireland
- Nicktoons UK & Ireland

### VH1
- VH1 UK & Ireland

### CBS-AMC
- CBS Drama[3]
- CBS Justice[3]
- CBS Reality[3]
- Horror Channel

### Otros
- MEXtv U.K.
- Noggin